# アンネ・フランク・ツェントルム
アンネ・フランク・ツェントルム (ドイツ語: Anne Frank Zentrum) は、アンネの日記で知られるユダヤ人少女アンネ・フランクに関する展示を行う施設、ならびにその運営団体である。ドイツのベルリンに所在し、オランダのアムステルダムにあるアンネ・フランクの家と提携関係を結んでいる。アンネ・フランクの生涯を扱うことで、ナチズムの犯罪とアンネの日記のメッセージを記憶に留める事を推進する。

## 歴史
設立は1994年にベルリンで「アンネ・フランクの世界 1929-1945」展の準備をしていた頃に遡る。その展示会はナチス統治解放50周年を記念し6つの地区で行われた。それを契機に、アンネ・フランクの展示は継続すべきとの声が上がった。
1998年6月12日にアムステルダムのアンネ・フランクの家と協力協定が結ばれ、ベルリンのミッテ区にアンネ・フランク・ツェントルムがオープンした。

## ベルリンの常設展
2006年11月以来、アンネ・フランク・ツェントルムは前述の協力によって「アンネ・フランク。今、ここに」の新しい展示が可能になった。その展示はアンネ・フランクの生涯と置かれた時代の状況を伝えるものである。文書、展示品、写真や映画により、訪問者は若い作家の記した世界への洞察を得る。
それに加え、ベルリンの若者がアンネの日記から得たアイデンティティ、価値、戦争と勇気について語るコーナーがある。

## 巡回展
常設展示に加えて、アンネ・フランク・ツェントルムは通常4週間をかけて主に若い人を念頭に置いた巡回展示をドイツ各地で行う。5種類の異なる展示内容でドイツ各地を巡る。

## その他の活動
アンネ・フランク・ツェントルムは全国的な異文化コミュニケーション能力と反ユダヤ主義に関し教師達にトレーニングを行う。ここで作成される教材は子供や青少年に対する異文化学習に重要な貢献をしている。
2011年以来、アンネ・フランク・ツェントルムの「日記から70年後の世代」の企画では「戦争の子どもたち」というプロジェクトで世代間の対話を行っている。子供たちや若者と、1941年よりも前に生まれた世代に着目し、各都市から集まった若い人と年配者が開催期間中に集まった。
ベルリンのアンネ・フランク・ツェントルムはオーストリアが兵役の代わりの代替役あるいは追悼奉仕の場所として認定されている世界各地の施設のひとつである。
2013年12月以降、アンネ・フランク・ツェントルムは運営に透明性があると認定されている。

## 外部リンク

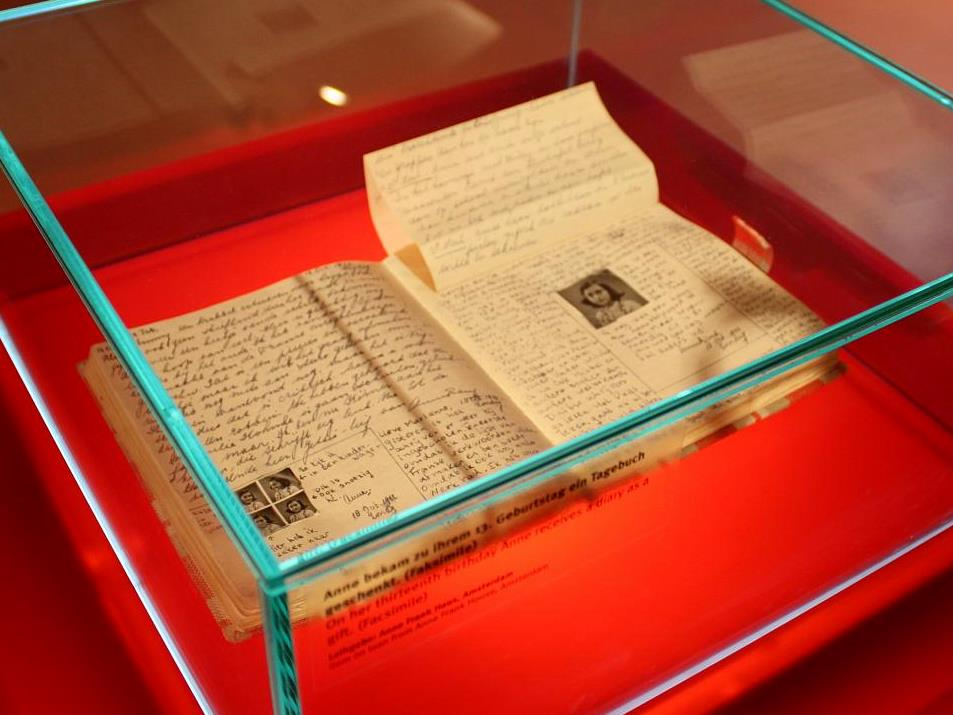
アンネ・フランク・ツェントルムで表示されているアンネ・フランクの日記のファクシミリ (書誌学)。
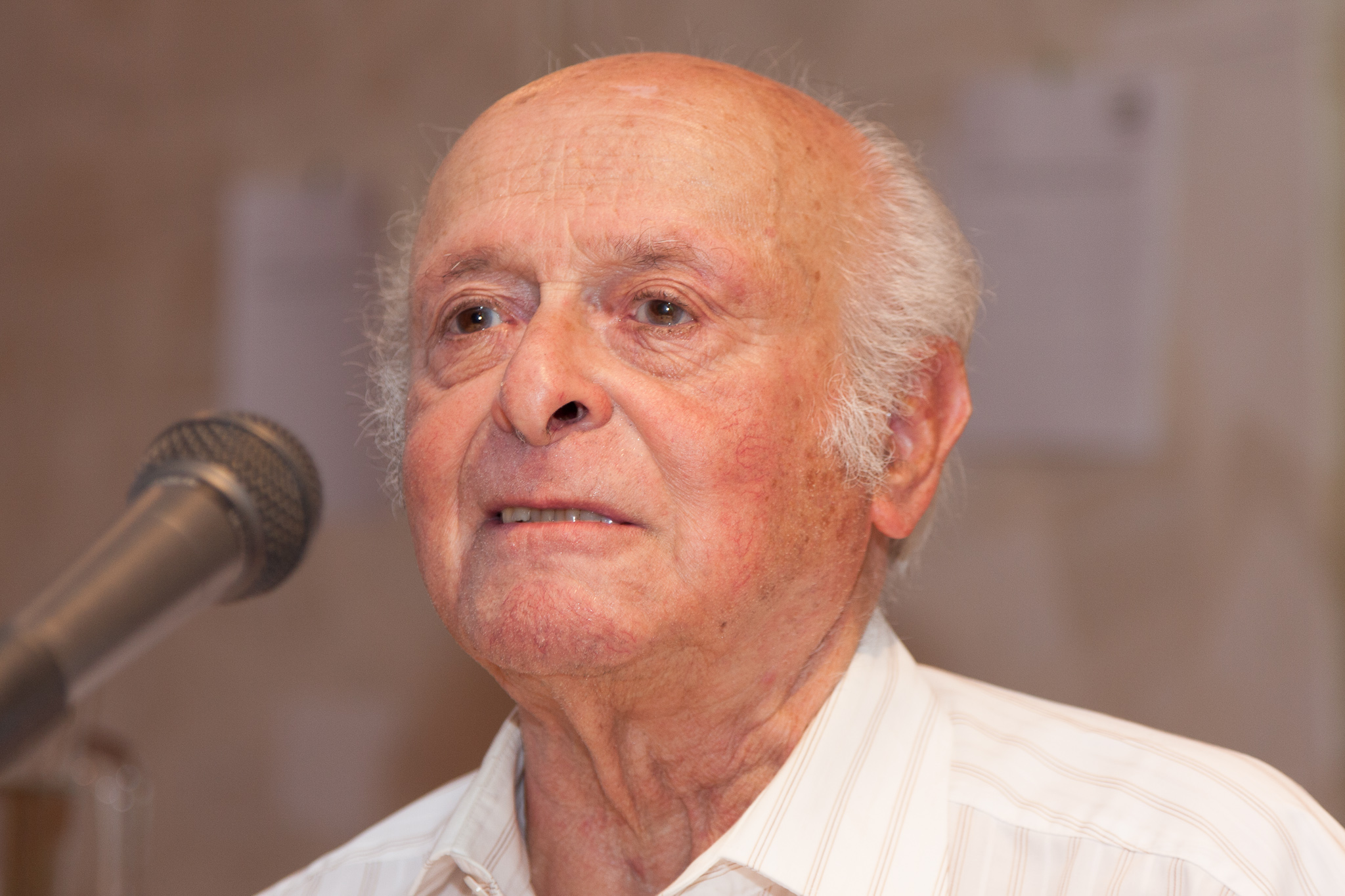
アンネの従兄弟のバディ・エリアス氏、2012年
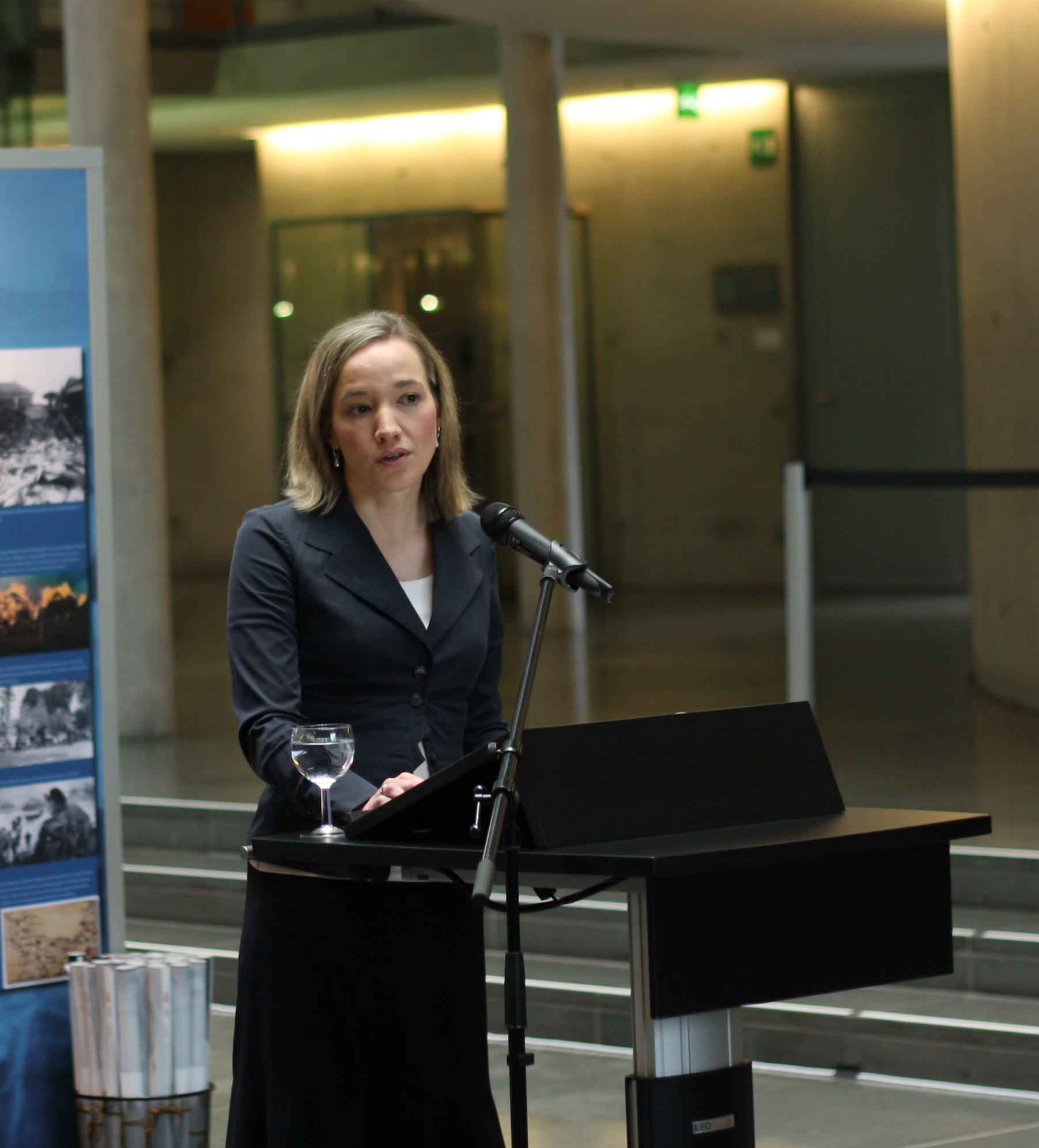
ドイツ連邦議会で開催されたアンネ・フランク・ツェントルムによる新しい巡回展の除幕式で講演するクリスティナ・シュレーダー博士。